# Трудівське
Трудівське́ — село в Україні, у Волноваській міській громаді Волноваського району Донецької області. До 2020 року орган місцевого самоврядування — Рибинська сільська рада.

## Географія
Село Трудівське розташоване за 14 км від районного центру і пролягає переважно автошляхом територіального значення Т 0512. Межує з територією села Старогнатівка.

## Російсько-українська війна
17 лютого 2017 року внаслідок обстрілу бойовиками селища Трудівське, що знаходилося поблизу лінії розмежування, за 15 км від міста Волновахи, було поранено двох місцевих мешканців. Обстріл розпочався о 22:00 та тривав понад годину, під час обстрілу було пошкоджено понад 15 будинків по вулицям Центральна, 60 років Перемоги та Щорса.
20 лютого 2024 року, вранці, поблизу тимчасово окупованого села завданий обстріл по російському полігону з реактивної системи залпового вогню HIMARS. У цей момент на базі знаходилися солдати 36-ї гвардійської мотострілецької бригади (військова частина 06705, постійне місце дислокації бригади — місто Борзя Забайкальського краю РФ). Під час удару на плацу знаходилися 200-300 російських окупантів трьох рот бригади, які чекали, коли до них прибуде командувач 29-ї армії Східного військового округу генерал-майор Олег Моїсеєв, з яких щонайменше 65 окупантів було знищено.

## Населення

### Мова
Розподіл населення за рідною мовою за даними перепису 2001 року:
| Мова            | Кількість | Відсоток |
| --------------- | --------- | -------- |
| російська       | 337       | 52.91%   |
| українська      | 295       | 46.31%   |
| інші/не вказали | 5         | 0.78%    |
| Усього          | 637       | 100%     |

За даними перепису 2001 року населення села становило 637 осіб, із них 46,31 % зазначили рідною мову українську та 52,9 % — російську.